# Guy Marcoux
Pour les articles homonymes, voir Guy Marcoux (homme politique) et Marcoux.
Guy Marcoux (né le 16 septembre 1965 à Hull) est un chanteur country québécois.

## Biographie
Né à Gatineau, Guy grandit dans une famille de musicien et chanteur dont son père (Maurice) accompagnait Armèl Le Cavalier (violoniste) et l'orchestre de la famille Fauteux. Le 18 juin 1976, Maurice Marcoux décéda à l'âge de 41 ans. Guy n'a que 9 ans et reçoit l’héritage de son père qui est la musique et la chanson Les 60 ans d'une mère écrit par le défunt en 1956.
Guy n'a que 13 ans lorsqu'il chante « Je t'attendais » interprétée par Daniel Hétu à une soirée de danse. Grâce à cette performance, il obtient son premier contrat à l'église pour un mariage. À l'adolescence, Guy participe à de nombreux concours amateurs de chants orchestrés dans l'Outaouais dont il se mérite souvent la première position. Guy s'inspire des répertoires de Patrick Norman, Jean Nichol et Yan David.
En 1988, M. Jerry Joly (auteur-compositeur de la chanson Mille après mille) invite Guy à faire une performance sur scène à la brasserie La Drave de Gatineau.
De 1991 à 1994, Guy performe à la Résidence de l'Ile de Hull pour personnes âgées.
En 1992, Guy enregistre « Si un Jour » de Francois Marcoux. Celle-ci sera diffusée à la télévision communautaire (câble 3) et radiodiffusée à C.K.M.G. de Maniwaki.
En 1995, Guy chante au Téléthon de l'Espoir au Houblon de Gatineau.
En 1996, Guy signe un premier engagement avec Mme Lisette Brisebois (une grande dame connue  du monde artistique), les Productions Encart Ltée, au CHSLD de Hull (La Piéta). 
En 1997-98, Guy participe au concours télévisé anglophone Homegrown Cafe, animé par J. J. Clarke à CJOH d'où il se mérite le premier prix de la catégorie interprète masculine. Il chante Spanish Eyes et After the Lovin popularisé  par Englebert Humperdink.
En 1998, Guy chante au Téléthon de l'Amicale des handicapés physique de l'Outaouais à la maison de la culture de Gatineau.
En 2005, Guy enregistre en studio “Trois p’tits coups” que l'on retrouve sur le volume 21 du DVD Karaoke Jukebox (voir extrait vidéo) à la manière de Johnny Farago dans mes vidéos et repris dans l'album Souffle Country.
En été 2007, après quelques années de réflexion, Guy décide de participer aux concours amateurs de chant accompagné du groupe SYLDAN à Notre-dame-de-la-Salette, du groupe One Way à Gatineau et du groupe Honky Tonk Boys à Saint-Tite.
Artiste accompli, Guy a également été pompier à temps partiel pour la municipalité de Val-des-Monts pendant 10 ans et pendant 5 ans à Maniwaki. Guy a d’ailleurs chanté aux funérailles de son confrère et ami, André Manseau décédé en service le 9 mars 2008.  
En été 2008, Guy a remporté les honneurs du concours « Prix Étoiles Galaxie de Radio-Canada » présenté dans le cadre du Festival western de St-Tite en gagnant le 1er prix comme auteur-compositeur-interprète avec la chanson Près de toi que l’on retrouve sur son premier cd.
En été 2009, Guy réalise l’un de ses rêves d’enfance, celui de rencontrer son idole, il est invité à faire deux prestations à l’émission « Pour l’amour du country » animé par Patrick Norman qui fut enregistrée à Moncton, NB. Émission de Connections Productions (François Savoie) , présenté sur les chaînes de télé Artv et Radio-Canada. Il y présenté 2 chansons de son album « Les 60 ans d’une mère ».
En été 2010, Guy a la chance d’être ré-invité une 2e fois pour l’émission « Pour l’amour du country ». Il y présenté 2 chansons de son 2e album qui était à peine sorti du studio.
En automne 2010, Guy est honoré publiquement pour avoir accepté d’être Porte-parole pour la Fondation Amanda Raymond-Lamoureux pour le syndrome de Di George et d’avoir dédié sa chanson « Si jeune, si fragile » pour la petite Amanda.
De plus, Guy a été le coup de cœur de la semaine dans « Hits Nostalgia » et a été présenté dans plus de 40 postes de radio au travers de l’Europe.
En 2016, Guy a décidé de se relancer dans la production d'un nouveau projet qui s'intitule Souffle Country distribué par Distribution Select.  Souffle Country regroupe dix belles chansons populaires du répertoire québécois et country que le grand public aime ainsi que deux nouvelles compositions.  Ce nouveau projet à saveur country a été réalisé au Studio 7 entouré de musiciens professionnels tel que Patrick Bessette (prise de son et mixage), Sylvain Lamothe (arrangements musicaux et guitare acoustique et électrique), Dany Denis (à la Basse), les trois du groupe SYLDAN, Sylvain Pouliot (au Banjo et à la steel guitare) ainsi qu’André Proulx (violon, piano et clavier), sans oublier la choriste Patricia Caron.
Le premier extrait envoyé dans les radios à travers 45tours.ca est intitulé Quand tu es parti.  Cette chanson a été écrite par Josée Verville et composé par Guy Marcoux.  Elle a écrit cette chanson en s’inspirant d’un cas vécu de Guy Marcoux dès l’âge de neuf ans. À cet âge très jeune, son père quitta ce monde alors qu’il n’avait que 41 ans en promettant un bel héritage à son fils Guy. Cet héritage, on le devine, est le don de la musique puisque le lendemain du décès de son père, Guy s’est mis à chanter et jouer du piano comme s’il l’avait fait depuis toujours.  Depuis ce temps, Guy a toujours gardé cette belle voix chaude qui réchauffe nos cœurs et qui nous partage constamment.
L'album Souffle Country a été au Palmarès ADISQ  pendant  14 semaines dont 10 semaines en deuxième place dont il est très fier et vous remercie de tout cœur. 
Octobre 2017, l'album Souffle Country a été en nomination du meilleur album de réinterprétation au Gala Country par Culturecountry.com 
En 2017, Nuance Country, un quatrième album qui est nuancé de dix magnifiques chansons reprises au goût country dont deux compositions en nouveauté.  Guy aime continuer de vous présenter des chansons d'autrefois qui sont à la fois rétro dans des couleurs  country d'aujourd'hui.  Ce nouveau projet a été réalisé par Patrick Bessette et Sylvain Lamothe du groupe SYLDAN au Studio7. Patrick Bessette a également fait le mixage et la prise de son en plus d'avoir jouer de la batterie et percussions.  Les autres musiciens sont Sylvain Pouliot (banjo, steel et debro), Dany Denis (à la basse), Sylvain Lamothe (guitare acoustique et électrique), André Proulx (violon, piano et clavier) et la merveilleuse voix de Patricia Caron comme choriste.  Ce nouvel album vous fera vibrer, danser et chanter avec la belle voix multicolore de Guy Marcoux qui réchauffera vos cœurs.
Octobre 2018, l'album Nuance Country a été en nomination du meilleur album de réinterprétation au Gala Country par Culturecountry.com 
Guy travaille depuis 2017 sur un autre projet.

## Discographie
2008 : Les 60 ans d'une mère
2010: Maman j'te vois
2016: Souffle Country
2017: Nuance Country

## Gratification
Gagnant du 1er prix Étoile galaxie de Radio-Canada 2008 au Festival Western de St-Tite dans la catégorie auteur-compositeur-interprète traditionnelle.
Avoir été 14 semaines, dont 10 semaines en deuxième place, au Palmarès de l'ADISQ pour le meilleur album vendu avec Souffle Country en 2016.
Avoir été en nomination pour le meilleur album de réinterprétation avec Souffle Country et Nuance Country au Gala Country par Culturecountry.com